# Glenurus incalis
Glenurus incalis is een insect uit de familie van de mierenleeuwen (Myrmeleontidae), die tot de orde netvleugeligen (Neuroptera) behoort. 
Glenurus incalis is voor het eerst wetenschappelijk beschreven door Banks in 1922.